# Punta Ycacos
Punta Ycacos är en udde i Belize. Den ligger i distriktet Toledo, i den södra delen av landet, 110 km söder om huvudstaden Belmopan.